# Stoenești, Giurgiu
Stoenești este satul de reședință al comunei cu același nume din județul Giurgiu, Muntenia, România. S-a format la începutul secolului al XX-lea din comasarea mai multor sate vechi — Stoeneștii de Jos, Stoenești-Moșteni și Stoeneștii de Sus. În 1968 fostul sat Tangâru a fost și el comasat cu satul Stoenești.
 Acest articol despre o localitate din județul Giurgiu este deocamdată un ciot. Puteți ajuta Wikipedia prin completarea lui.